# La Petite Amie
Pour les articles homonymes, voir Petite amie.
Pour plus de détails, voir Fiche technique et Distribution.
La Petite Amie est un film français réalisé par Luc Béraud, sorti en 1988.

## Synopsis
En proie à de graves difficultés financières, l'architecte Guillaume Bertin est prêt à tout pour convaincre Martin Morel, important entrepreneur de travaux publics, d'acheter son système révolutionnaire d'insonorisation de chantiers. Ainsi rassemble-t-il ses dernières économies pour inviter l'entrepreneur à déjeuner dans un grand restaurant. Curieusement, ce dernier, que le projet n'intéresse guère, accepte. Au cours du repas, il propose même à Guillaume de venir prolonger la négociation dans le chalet de montagne où il se rend durant les fêtes de fin d'année. Morel a en effet l'intention de faire passer l'architecte, timide célibataire, pour le petit ami d'Agnès, sa nouvelle maîtresse.

## Fiche technique
- Titre : La Petite Amie
- Réalisation : Luc Béraud
- Scénario : Luc Béraud et Bernard Stora, sur une idée de Bertrand Javal
- Assistants réalisateur : Michel Thibaud, Michel Dubois
- Photographie : Dominique Chapuis
- Assistants opérateur : Thierry Jault, Irène Champendal
- Musique : Jean-Pierre Mas - (éditions musicales : Joker Films) - Extrait du Trouvère de Giuseppe Verdi
- Montage : Armand Psenny, assisté de Sylvie Pontoizeau et Sylvie Adnin (stagiaire)
- Habilleuse : Sophie Chermezon
- Régisseur : Patricia Zimmermann, assistée de Gilles Padovani et Cyril Lollivier et Sophie Quideville (stagiaire)
- Bruiteur : Jean-Pierre Lelong, assisté de Mario Melchiorri
- Production : Alain Terzian pour T.Films, FR 3 Films Production, Messine Production. En association avec les Soficas : Images Investissements, Slav II, Cofimage
- Chef de production : Alain Terzian
- Pays de production :  France
- Format : 35 mm, pellicule couleur Fuji
- Genre : comédie
- Durée : 91 min
- Date de sortie : 
  - France : 14 septembre 1988

## Distribution
- Jean Poiret : Martin Morel, entrepreneur
- Jacques Villeret : Guillaume Bertin, architecte
- Agnès Blanchot : Agnès, la petite amie de Martin
- Eva Darlan : Béatrice Morel, la femme de Martin
- Jacques Sereys : Benoît, un ami des "Morel"
- Catherine Hiegel : Odile, célibataire, vieille amie de Benoît
- Jacques Boudet : Charles, un ami des "Morel"
- Catherine Arditi : Anne-Sophie, la femme de Charles
- Claude Evrard : Picard, l'associé de Guillaume
- Philippe Brizard : L'hôtelier
- André Gille : Le maire
- Nicolas Navazo : Jeff, le jeune qui flirte avec Agnès
- Catherine Gautier : La femme du train
- Rosemary McGrotha : La femme au billet
- Fabienne Chaudat : La vendeuse
- Fred Kiriloff : Le maître d'hôtel